# Wanica
Wanica – dystrykt w północno-wschodnim Surinamie. Ośrodkiem administracyjnym dystryktu jest miasto Lelydorp.
W 2012 roku liczba ludności wynosiła 118 222, a powierzchnia 443 km². Jest to drugi pod względem liczby ludności, a zarazem jeden z najbardziej zurbanizowanych dystryktów w Surinamie.

## Okręgi
Wanica podzielona jest na siedem okręgów (ressorten):
- De Nieuwe Grond
- Domburg
- Houttuin
- Koewarasan
- Kwatta
- Lelydorp
- Saramaccapolder